# Zadnia Kopa Sołtysia
Die Zadnia Kopa Sołtysia ist ein Berg in der polnischen Hohen Tatra in dem Massiv Kopy Sołtysie in der Woiwodschaft Kleinpolen, dem Landkreis Powiat Tatrzański und der Gemeinde Poronin mit einer Maximalhöhe von 1420 m n.p.m.

## Lage und Umgebung
Der Gipfel wird von dem Ostry Wierch Waksmundzki durch den Bergpass Zadnia Przełęcz Sołtysia und von dem Gipfel Średnia Kopa Sołtysia durch den Bergpass Średnia Przełęcz Sołtysia getrennt.

## Etymologie
Der Name Zadnia Kopa Sołtysia lässt sich als Hinterer Schultheißhügel übersetzen.

## Tourismus
Die Zadnia Kopa Sołtysia ist für Wanderer nicht zugänglich. Auf die Gipfel führt kein Wanderweg.

## Belege
- Zofia Radwańska-Paryska, Witold Henryk Paryski, Wielka encyklopedia tatrzańska, Poronin, Wyd. Górskie, 2004, ISBN 83-7104-009-1.
- Tatry Wysokie słowackie i polskie. Mapa turystyczna 1:25.000, Warszawa, 2005/06, Polkart ISBN 83-87873-26-8.